# 16 Herculis
16 Herculis är en orange jätte i Herkules stjärnbild.
Stjärnan har visuell magnitud +5,69 och är synlig vid god seeing. Den befinner sig på ett avstånd av ungefär 345 ljusår.